# Стефан (Кавтарашвили)
Епи́скоп Стефа́н (в миру Андре́й Лабазович Кавтарашви́ли; 16 мая 1971, посёлок городского типа Уразово, Валуйский район, Белгородская область) — архиерей Русской православной церкви, епископ Тихорецкий и Кореновский.

## Биография
Родился 16 мая 1971 года в посёлке Уразово Валуйского района Белгородской области. Кавтарашвили — кистинская фамилия. Был крещён в младенчестве. В 1989—1991 годы служил в рядах Советской армии.
В 1991 годы поступил в Ставропольскую духовную семинарию.
22 апреля 1994 года в домовом храме Ставропольской семинарии в честь святителя Игнатия Брянчанинова епископом Верейским Евгением (Решетниковым) пострижен в монашество с именем Стефан. 26 апреля 1994 года в Андреевском кафедральном соборе Ставрополя архиепископом Бакинским Валентином (Мищуком) рукоположен в диакона. 5 мая 1994 года назначен штатным диаконом кафедрального собора в честь святого апостола Андрея Первозванного в Ставрополе.
В июне 1996 года назначен старшим помощником инспектора Ставропольской духовной семинарии и преподавателем богослужебного устава.
В 1997 году возведён в сан архидиакона.
12 ноября 2001 году перешёл в клир Екатеринодарской епархии.
С 28 ноября по 11 декабря 2001 года служил в Никольском храме Ейска.
15 декабря 2001 года назначен штатным диаконом Екатерининского собора Краснодара.
25 декабря 2001 года в Екатерининском соборе Краснодара митрополитом Екатеринодарским и Кубанским Исидором рукоположён в сан  иеромонаха. Назначен настоятелем Михайловского храма станицы Октябрьской Крыловского района Краснодарского края.
18 июня 2004 года окончил Киевскую духовную академию.
В 2004—2007 годы занимался строительством нового Михайловского храма в станице Октябрьской Крыловского района Краснодарского края.
27 марта 2007 года митрополитом Екатеринодарским Исидором возведён в сан игумена.
С 2007 года являлся настоятелем строящегося Успенского храма станицы Павловской Краснодарского края. Строительство храма завершено в 2011 году.
С 2008 года — благочинный Тихорецкого церковного округа Екатеринодарской епархии.

### Архиерейство
26 декабря 2013 года решением Священного Синода Русской православной церкви избран епископом Тихорецким и Кореновским.
31 декабря 2013 года в Екатерининском соборе Краснодара митрополитом Екатеринодарским и Кубанским Исидором (Кириченко) возведён в сан архимандрита.
25 февраля 2014 года в Богоявленском кафедральном соборе Москвы состоялась его епископская хиротония которую, совершил патриарх Кирилл, митрополит Саранский и Мордовский Варсонофий (Судаков), митрополит Екатеринодарский и Кубанский Исидор (Кириченко), митрополита Пермский и Соликамский Мефодий (Немцов), митрополит Истринский Арсений (Епифанов), митрополит Ставропольский и Невинномысский Кирилл (Покровский), архиепископ Владикавказский и Аланский Зосима (Остапенко), архиепископ Пятигорский и Черкесский Феофилакт (Курьянов), епископ Майкопский и Адыгейский Тихон (Лобковский), епископ Солнечногорский Сергий (Чашин), епископ Ейский и Тимашевский Герман (Камалов), епископ Воскресенский Савва (Михеев), епископ Бузулукский и Сорочинский Алексий (Антипов), епископ Махачкалинский и Грозненский Варлаам (Пономарёв), епископ Новороссийский и Геленджикский Феогност (Дмитриев).